# Rechberg Straße
Die Rechberg Straße (B 64) ist eine Landesstraße in Österreich. Sie führt auf einer Länge von 50,5 km von Gleisdorf an der Süd Autobahn (A 2) nach Frohnleiten im Tal der Mur an der Brucker Schnellstraße (S 35). Die Straße führt zunächst entlang der Raab und der Landesbahn Gleisdorf–Weiz nach Weiz. Von dort führt die Rechberg Straße durch die Weizklamm und das Grazer Bergland über den Rechberg nach Frohnleiten.
Bis zum Bau des Gleinalmtunnels im Zuge der Pyhrn Autobahn (A 9) war die Rechberg Straße die Hauptverbindungsstraße vom nördlichen Murtal ins Raabtal. In dieser Rolle wurde sie von der Strecke über Semriach abgelöst, so dass es nur noch ein geringes Verkehrsaufkommen gibt.

## Geschichte
Die Straße von Weiz über Preding, Unterfladnitz, St. Ruprecht bis Gleisdorf wurde durch das Gesetz vom 2. Dezember 1871 zur Bezirksstraße I. Klasse aufgewertet. Seit dem 1. April 1938 werden die Bezirksstraßen I. Ordnung in der Steiermark als Landesstraßen geführt.
Die Rechberg Straße gehört seit dem 1. Jänner 1973 zum Netz der Bundesstraßen in Österreich.

## Busunglück von 1983
Am 14. September 1983 verunglückte ein ungarischer Reisebus am Fuße des Rechbergs kurz vor Schrems bei Frohnleiten. Das Unglück gilt als eines der schwersten Verkehrsunfälle in der Geschichte der Steiermark. Ein ungarischer Reisebus mit 50 Insassen, hauptsächlich Mitarbeiter eines Medizintechnikunternehmens aus Debrecen, verunglückte auf der Rechbergstraße aufgrund eines Bremsversagens. Der Bus durchbrach eine Leitplanke und stürzte etwa 200 Meter eine steile Böschung hinunter. Dabei kamen 15 Menschen ums Leben, über 30 weitere Personen wurden teils schwer verletzt.

Die Reisegruppe befand sich auf einem Betriebsausflug in Österreich und war auf dem Weg von Fladnitz an der Teichalm nach Wien. Während der Talfahrt auf der Rechbergstraße bemerkten der Busfahrer und ein Firmenvertreter ein Problem mit den Bremsen. Trotz mehrfacher Versuche, das Fahrzeug zu verlangsamen, versagte sowohl die Hauptbremse als auch die Handbremse. Eine Augenzeugin, die den Bus mit ihrem Fahrzeug verfolgte, sah die Bremslichter aufleuchten, jedoch ohne dass der Bus an Geschwindigkeit verlor. In einer Kurve, die später als „Ungarnkurve“ bekannt wurde, durchbrach das Fahrzeug die Leitplanke und stürzte in die Tiefe. Der Bus überschlug sich mehrmals und kam schließlich zerstört vor einem Bauernhof zum Liegen. Viele Insassen wurden durch den Aufprall aus dem Bus geschleudert, während andere unter dem Wrack begraben waren. 20 Rettungsfahrzeuge, zwei Hubschrauber und mehrere Ärzte eilten zur Unfallstelle, gleichzeitig wurde im Landeskrankenhaus Graz Katastrophenalarm ausgelöst. Die Verletzten wurden in verschiedene Krankenhäuser gebracht, während die Toten vor Ort geborgen wurden.

Vierzig Jahre nach dem Unglück im Jahr 2023 wurde an der Unfallstelle eine Gedenkstätte errichtet. Die Einweihung erfolgte am 14. September 2023 in Anwesenheit von Überlebenden, Angehörigen und hochrangigen politischen Vertretern aus Österreich und Ungarn. Die Gedenkstätte soll an die Opfer erinnern und die Freundschaft zwischen beiden Ländern symbolisieren. Das Unglück bleibt in der kollektiven Erinnerung als eines der tragischsten Ereignisse in der Region. Besonders die Berichte von Überlebenden, die noch Jahrzehnte später von ihren Erlebnissen erzählen, unterstreichen die Dramatik dieses schrecklichen Vorfalls.

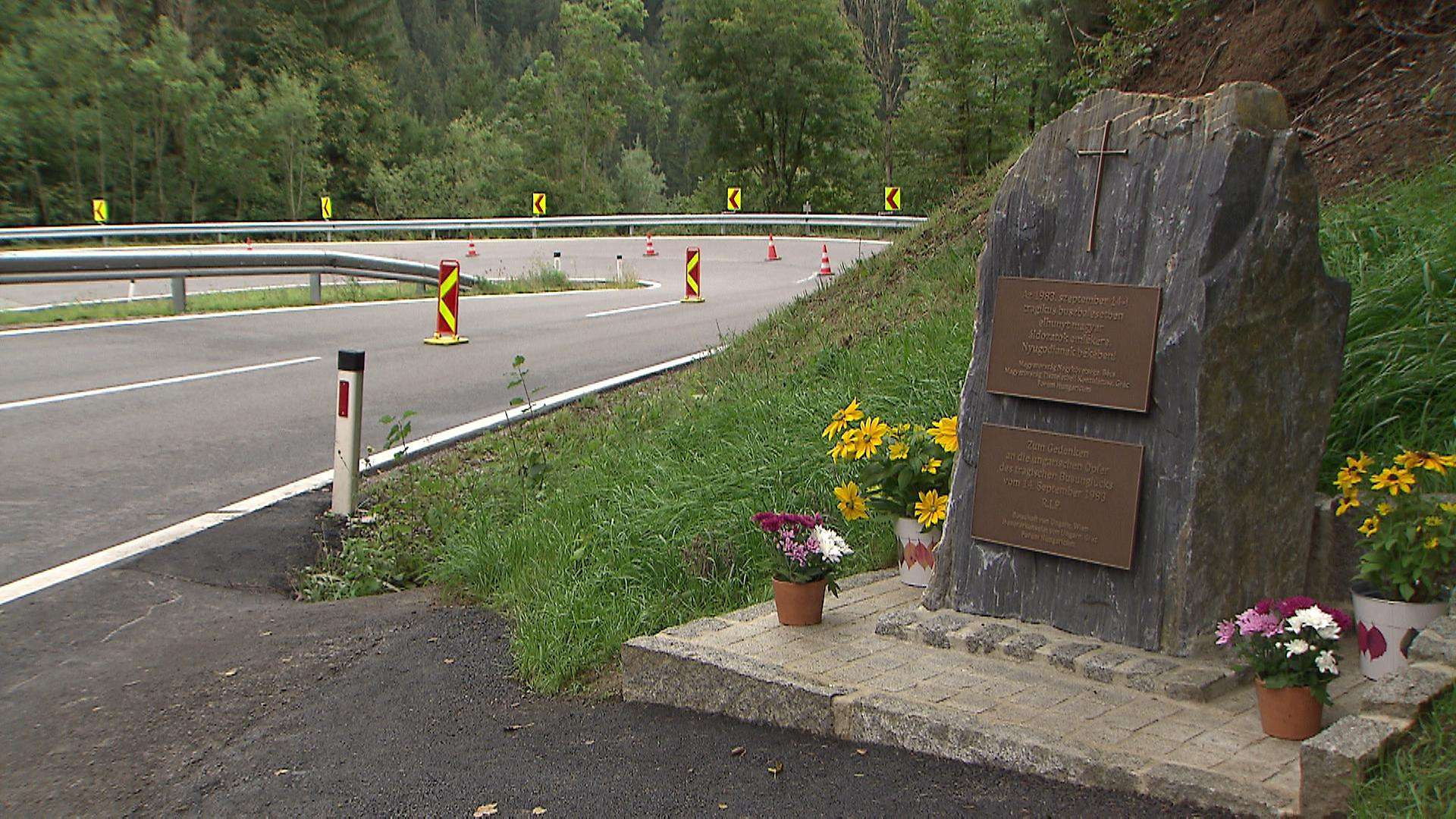
In dieser Kurve durchschlug der Bus die Leitplanken und stürzte in den Abgrund; rechts im Bild der errichtete Gedenkstein